# Dzień Niepodległości Ukrainy
Dzień Niepodległości Ukrainy (ukr. День Незалежності України), albo (wariant deklinacji): День Незалежности України – ukraińskie święto państwowe obchodzone 24 sierpnia w rocznicę uchwalenia Deklaracji Niepodległości Ukrainy przez Radę Najwyższą Ukraińskiej SRR 24 sierpnia 1991. Dzień ten jest uważany za datę powstania Ukrainy w obecnej formie. 1 grudnia 1991 w referendum Ukraińcy potwierdzili wolę utworzenia suwerennego państwa. 20 lutego 1992 parlament Ukrainy przyjął uchwałę „w sprawie Dnia Niepodległości Ukrainy”. Jest dniem wolnym od pracy na Ukrainie.